# Phialophoropsis
Phialophoropsis är ett släkte av svampar. Phialophoropsis ingår i familjen Ceratocystidaceae, ordningen Microascales, klassen Sordariomycetes, divisionen sporsäcksvampar och riket svampar.
|                 | Thielaviopsis                                |
|                 |                                              |
|                 | Ceratocystis                                 |
|                 |                                              |
|                 | Gondwanamyces                                |
|                 |                                              |
|                 | Sporendocladia                               |
|                 |                                              |
|                 | Ambrosiella                                  |
|                 |                                              |
| Phialophoropsis | \| \| Phialophoropsis cambrensis \| \| \| \| |
|                 | \| \| Phialophoropsis cambrensis \| \| \| \| |
|                 | Gabarnaudia                                  |
|                 |                                              |
|                 | Phialophoropsis cambrensis                   |
|                 |                                              |

|  | Phialophoropsis cambrensis |
|  |                            |